# إن إم كاي
إن إم كاي (بالإنجليزية: NMK)‏، هي شركة يابانية سابقة، كانت الشركة أشرفت على تطوير ونشر ألعاب الفيديو، تأسس الشركة في شهر مايو عام 1985، وأعلنت حلها سنة 1999.